# Нижняя Иволга

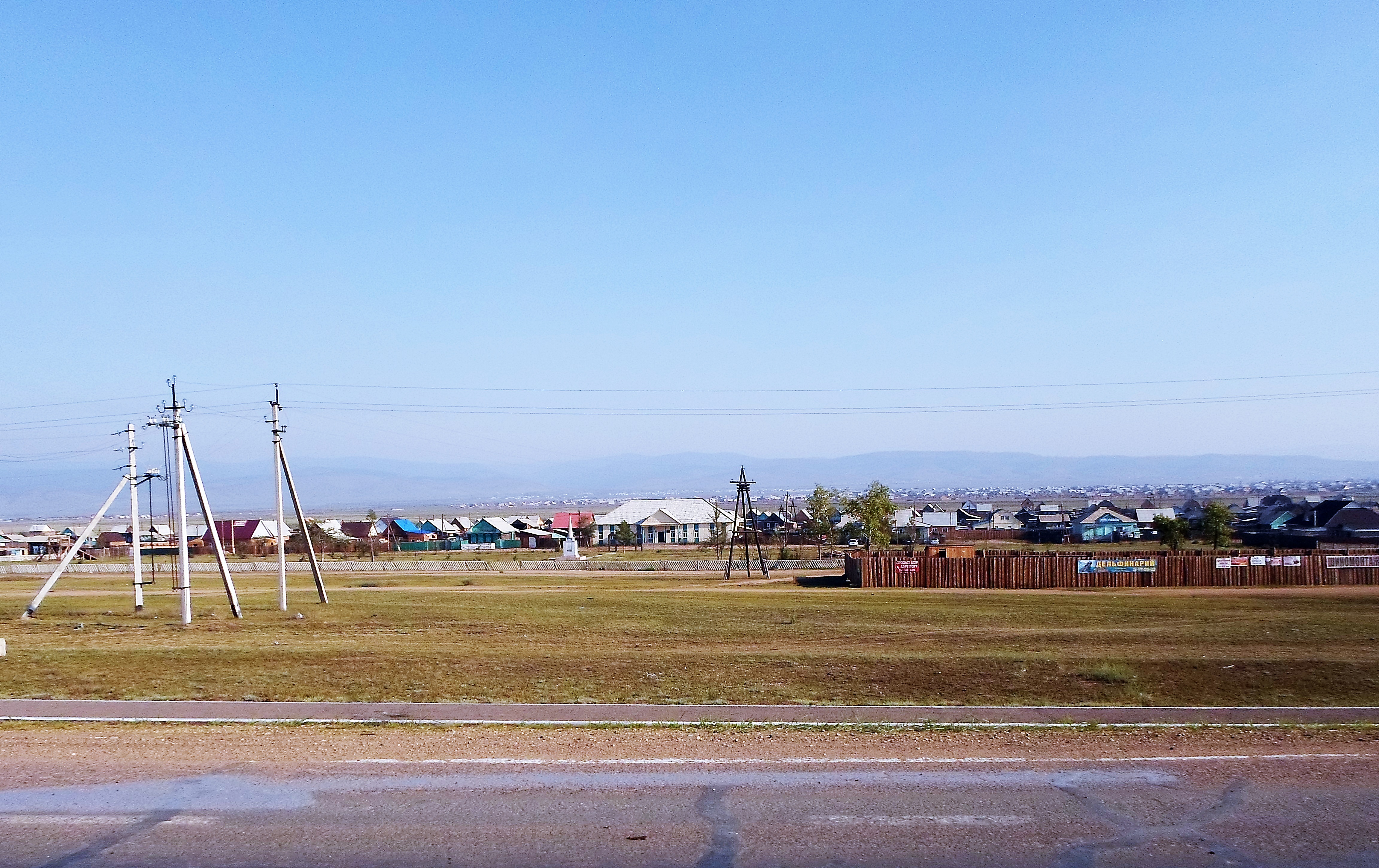
Центр села Нижняя Иволга. Вид с Кяхтинского тракта

Ни́жняя Иволга́ (бур. Доодо Эбилгэ) — село в Иволгинском районе Бурятии. Административный центр сельского поселения «Нижнеиволгинское».

## География
Расположено на 3—4 километрах Кяхтинского тракта, в 18 км к юго-западу от центральной части города Улан-Удэ, в 9 км северо-восточнее районного центра, села Иволгинска, на правобережье реки Иволги (в полукилометре южнее её русла).

## Население
| 2002 | 2010  | 2021  |
| ---- | ----- | ----- |
| 990  | ↗1724 | ↗4512 |

## Инфраструктура
Администрация сельского поселения, средняя общеобразовательная школа, детский сад, Дом культуры, врачебная амбулатория, почтовое отделение, борцовский зал, спортивные площадки.